# 불교 용어 목록 (ㄴ)

바로가기:
ㄱ
경
구
ㄴ
ㄷ
ㄹ
ㅁ
명
무
묵
ㅂ
불
ㅅ
삼
삽
선
소
수
시
심
ㅇ
오
온
유
육
이
ㅈ 

정
지
ㅊ
ㅋ
ㅌ
ㅍ
ㅎ

## 나라
나라(那羅, 팔리어: nara, 영어: man)는 사람을 뜻한다. 불열(不悅)이라고도 한다.

## 낙근
부파불교의 설일체유부의 논서 《아비달마품류족론》 제3권에 따르면,
낙근(樂根)은 순락수촉(順樂受觸: 낙수에 계합하는 촉, 즉 낙수를 일으키는 촉)에 의해 대상이 접촉될 때 일어나는 신락수(身樂受: 몸의 즐거운 느낌) · 심락수(心樂受: 마음의 즐거운 느낌) · 평등수(平等受: 평등한 느낌)와, 또한 이들 수(受)에 속하는 다른 수(受: 느낌)들을 통칭한다.

## 낙사
낙사(落謝,
산스크리트어: abhyatīta,
티베트어: zhigs par gyur pa,
영어: falling into the past)는 현재의 법(法)이 그 작용을 그치고 과거로 사라지는 것이다. 일체(一切)의 유위법은 매 찰나마다 과거로 낙사한다. 이것을 찰나멸(剎那滅)이라고 한다.

## 낙욕
1. 낙욕(樂欲)은 원구욕망(願求欲望) 즉 원하고[願] 구하고[求] 하고자 하고[欲] 바라는[望] 것을 말한다. 한자어 낙욕(樂欲)의 문자 그대로의 뜻은 즐거이 하고자 함 또는 즐거이 바람이고, 요욕(樂欲)이라고 읽을 경우 그 뜻은 바라고 하고자 함이다. 엄밀히 말하면, 낙욕이 아니라 요욕이 원구욕망의 뜻에 더 일치한다. 실제로 낙욕은 욕요(欲樂)라고도 하는데, 이 경우 욕락(欲樂: 즐거움을 바람)이라고 하면 뜻이 달라진다.
2. 낙욕(樂欲)은 범부가 5욕(五欲)의 즐거움을 추구하는 것, 즉, 5욕의 즐거움을 바라고 구하는 것, 즉 탐(貪)을 말한다. 욕락(欲樂: 즐거움을 바람)과 동의어이다. 《대보적경(大寶積經)》등에 따르면, 낙욕 즉 욕락 즉 탐은 일체(一切)의 번뇌의 근본이 된다.

## 난심
1. 난심(亂心)은 행위할 때의 마음과는 다른 마음을 말한다. 예를 들어, 행위할 때의 마음이 선심(善心)이면 그 이외의 불선심(不善心)과 무기심(無記心)을 말하며, 행위할 때의 마음이 불선심이면 그 이외의 선심과 무기심을 말한다. 난심에 대해 불난심(不亂心:)은 행위할 때의 마음과 다르지 않은 마음을 말한다.
2. 난심(亂心)은 미혹되어 본성을 잃어버린 마음을 말한다. 무심(無心)에는 여러 가지 뜻이 있는데, 그 중에서는 여기서의 난심과 같은 뜻도 있다.

## 남근
남근(男根, 산스크리트어: puruṣendriya, 팔리어: purisindriya)은 22근(二十二根) 가운데 하나이며, 남녀2근(男女二根) 또는 그 줄임말인 2근(二根) 가운데 하나로, 남자의 생식기를 말한다.
'근(根)'은 증상력(增上力) 즉 뛰어난 힘 또는 작용력을 가지고 있다는 것을 뜻하는데, 남근과 여근의 2근은 모두 유정이(有情異) · 분별이(分別異)의 2가지 증상력을 가진다. 이 2가지 증상력을 전통적인 용어로 여남근2증상(女男根二增上) 즉 여근과 남근의 두 가지 증상이라 한다.

## 남녀이근
남녀2근(男女二根)은 22근 가운데 2가지인 남근(男根)과 여근(女根)을 통칭하는 말로, 각각 남자와 여자의 생식기를 말한다. 줄여서 2근(二根)이라고도 한다. 《유가사지론》 제57근과 제98권 등에 따르면, 22근은 6근(六根) · 남녀2근(男女二根) · 명근(命根) · 5수근(五受根) · 5선근(五善根) · 3무루근(三無漏根)의 6그룹으로 분류된다.
'근(根)'은 증상력(增上力) 즉 뛰어난 힘 또는 작용력을 가지고 있다는 것을 뜻하는데, 《아비달마구사론》 제3권에 따르면 남근과 여근의 2근은 모두 유정이(有情異) · 분별이(分別異)의 2가지 증상력을 가진다. 이 2가지 증상력을 전통적인 용어로 여남근2증상(女男根二增上) 즉 여근과 남근의 두 가지 증상이라 한다.
《유가사지론》 제98권에 따르면, 남녀2근은 가족이 성립[安立]되고 자손이 계속될 수 있게 하는 증상력을 가지고 있다.

## 남녀이근의 증상
남녀2근의 증상[男女二根增上]은 전통적인 용어로는 여남근2증상(女男根二增上) 즉 여근과 남근의 2가지 증상[女男根二增上]이라고 하는데, 22근 가운데 남근(男根) · 여근(女根)의 남녀2근(男女二根)이 가진 두 가지 뛰어난 작용력인 유정이(有情異)와 분별이(分別異)를 말한다. '근(根)'은 증상력(增上力) 즉 뛰어난 힘 또는 작용력을 가지고 있다는 것을 뜻한다.

유정이(有情異)는 문자 그대로의 뜻은 '유정의 다름'인데, 구역(舊譯)에서는 중생차별(衆生差別)이라고 한다. 유정이 또는 중생차별은 태초에 유정은 남녀의 유형 차별이 없었는데 남녀2근이 생겨남에 따라 모든 유정에게 있어서 남녀의 유형 차별이 나타나게 되었고 또한 나타나는 것을 말한다.
분별이(分別異)의 문자 그대로의 뜻은 '분별의 다름'인데, 구역(舊譯)에서는 상모차별(相貌差別)이라고 한다. 분별이 또는 상모차별은 남녀2근이 있음에 따라 남녀간에  형상(形相) · 말소리[言音] · 유방(乳房) 등에서 차별이 나타나는 것을 말한다.

## 내
내(內)는 내적인 것 또는 내적인 법이라는 뜻으로, 5온 각각이 가지는 과거(過去) · 미래(未來) · 현재(現在) · 내(內) · 외(外) · 추(麤) · 세(細) · 열(劣) · 승(勝) · 원(遠) · 근(近)의 총 11가지의 품류차별 또는 품류, 즉 11품류 가운데 '내'를 말한다.
자신 즉 자기의 소의신의 색 · 수 · 상 · 행 또는 식을 뜻한다. 구체적으로 색의 경우에는 5근을 뜻하고, 수 · 상 · 행의 경우에는 의근과 마음작용을 뜻하고, 식의 경우에는 의근과 마음을 뜻한다.

## 내외
내외(內外)는 내적인 것[內]과 외적인 것[外]을 말한다. 《구사론》의 설일체유부의 교학에 따르면, 마음, 즉 6식(識)은 아집(我執, ahaṃkāra)의 의지처가 되기 때문에 나[我]라고 가설할 수 있다.
이러한 뜻에 따라,
12처(十二處)의 법체계에서는 중  내적인 것은 나[我]의 소의(所依)가 되는 가까운 것인 안처(眼處) · 이처(耳處) · 비처(鼻處) · 설처(舌處) · 신처(身處) · 의처(意處)의 6가지 처(處)를 말하며, 이 6가지 처를 6내처(六內處)라 한다.  외적인 것은 나[我]의 소연(所緣)이 되는 먼 것인 색처(色處) · 성처(聲處) · 향처(香處) · 미처(味處) · 촉처(觸處) · 법처(法處)의 6가지 처(處)를 말하며, 이 6가지 처를 6외처(六外處)라 한다. 6근(六根) · 6경(六境) · 6식(六識)의 측면에서 볼 때, 6내처는 6근과 6식에 해당하고 6외처는 6경에 해당한다. 6식을 6근 가운데 의근에 포함시킨 6근(六根) · 6경(六境)의 측면에서 볼 때, 6내처는 6근에 해당하고 6외처는 6경에 해당한다. 6내처와 6외처라는 용어는 《구사론》등의 부파불교의 교학에서 뿐만 아니라 《유가사지론》 등의 대승불교의 교학에서도 같은 의미로 사용되고 있다.
18계(十八界)의 법체계에서는 내적인 것은 나[我]의 소의(所依)가 되는 가까운 것인 6근(六根)과 6식(六識)을 말하며, 외적인 것은 나[我]의 소연(所緣)이 되는 먼 것인 6경(六境)을 말한다.

## 념
념(念)은 단어의 처음에서 두음법칙에 의해 염으로 발음되고 표기된다. 염을 참조하십시오.

## 뇌
1. 뇌(惱, 괴롭힘,
산스크리트어: pradāśa)는
마음으로 하여금 다른 이에 대해 패려궂는 행위를 하게 하고 다른 이를 슬프게 만드는 행위를 하게 하는 마음작용이다.
또는, 마음으로 하여금 과거의 진(瞋: 증오하고 성냄)의 대상을 돌이켜 생각하게 하여 진노(瞋怒: 성내고 노여워함)하게 하고 괴롭힘[惱]을 행하게 하는 마음작용이다.
2. 뇌(惱)는 변괴(變壞: 변하여 허물어짐) 또는 뇌괴(惱壞: 허물어짐에 괴로워하게 되는 것)의 뜻이 있는데, 이러한 뜻에서 뇌(惱)는 번뇌의 동의어로 사용된다.

## 누
누(漏) 또는 루(漏)의 문자 그대로의 의미는 "흐른다"이다. 누(漏)는 인간이 번뇌 때문에 각종의 악업을 행하고 그 결과 고(苦)가 그 사람의 삶에 누출(漏出: 새어나옴)되어 나타나고 이러한 고의 누출로 인해 그 사람은 미혹의 세계를 유전(流轉: 이리저리 떠돌다)하게 된다는 것을 의미한다. 이러한 의미에서 누(漏)를 곧  번뇌라고 할 수 있다.

## 능
1. 능(能)은 능력을 뜻하는데, 선(善)과 선법(善法)에는 성취하게 하는 능력이 있음을 의미한다. 공능(功能)과 동의어이다.
2. 능(能)은 능력을 뜻하는데, 인간 각자에게는 선(善)과 선법(善法)을 능히 성취할 수 있는 능력이 갖추어져 있다는 것을 말한다.

## 능생자
능생자(能生者)는 잔투(산스크리트어: jantu, 팔리어: jantu)의 다른 말이다.

## 능활자
능활자(能活者: 활성화시키는 자)는 명자(命者,
산스크리트어: jiva,
팔리어: jīva)의 다른 말이다.

## 참고 문헌
- 이 문서에는 다음커뮤니케이션(현 카카오)에서 GFDL 또는 CC-SA 라이선스로 배포한 글로벌 세계대백과사전의 내용을 기초로 작성된 글이 포함되어 있습니다.
- 가전연자 지음, 승가제바·축불념 한역, 권오민 번역 (K.943, T.1543). 《아비담팔건도론》. 한글대장경 검색시스템 - 전자불전연구소 / 동국역경원. K.943(24-695), T.1543(26-771).
- 고려대장경연구소. 《고려대장경 전자 불교용어사전》. 고려대장경 지식베이스 / (사)장경도량 고려대장경연구소.
- 고익진 (1989). 《한국 고대 불교 사상사》. 동국대학교 출판부.
- 곽철환 (2003). 《시공 불교사전》. 시공사 / 네이버 지식백과.
- 구나발타라(求那跋陀羅) 한역 (K.650, T.99). 《잡아함경》. 한글대장경 검색시스템 - 전자불전연구소 / 동국역경원. K.650(18-707), T.99(2-1).
- 구나발타라 한역, 번역자 미상 (K.54, T.353). 《승만경》. 한글대장경 검색시스템 - 전자불전연구소 / 동국역경원. K.54(6-1361), T.353(12-217).
- 구마라습 한역, 차차석 번역 (K.991, T.614). 《좌선삼매경》. 한글대장경 검색시스템 - 전자불전연구소 / 동국역경원. K.991(30-128), T.614(15-269).
- 권오민 (1991). 《경량부철학의 비판적 체계 연구》. 동국대학원 철학박사 학위논문.
- 권오민 (2003). 《아비달마불교》. 민족사.
- 담무참 한역, 번역자 미상 (K.105, T.374). 《대반열반경》. 일명 《북본열반경》. 한글대장경 검색시스템 - 전자불전연구소 / 동국역경원. K.105(9-1), T.374(12-365).
- 목건련 지음, 현장 한역, 송성수 번역 (K.945, T.1537). 《아비달마법온족론》. 한글대장경 검색시스템 - 전자불전연구소 / 동국역경원. K.945(24-1091), T.1537(26-453).
- 무착 지음, 바라파밀다라 한역, 이영무 번역 (K.586, T.1604). 《대승장엄경론》. 한글대장경 검색시스템 - 전자불전연구소 / 동국역경원. K.586(16-843), T.1604(31-589).
- 무착 지음, 현장 한역 (K.571, T.1602). 《현양성교론》. 한글대장경 검색시스템 - 전자불전연구소 / 동국역경원. K.571(16-1), T.1602(31-480).
- 무착 지음, 현장 한역, 이한정 번역 (K.572, T.1605). 《대승아비달마집론》. 한글대장경 검색시스템 - 전자불전연구소 / 동국역경원. K.572(16-157), T.1605(31-663).
- 미륵 지음, 현장 한역, 강명희 번역 (K.614, T.1579). 《유가사지론》. 한글대장경 검색시스템 - 전자불전연구소 / 동국역경원. K.570(15-465), T.1579(30-279).
- 법구 지음, 승가발마 등 한역, 김형준 번역 (K.960, T.1552). 《잡아비담심론》. 한글대장경 검색시스템 - 전자불전연구소 / 동국역경원. K.960(28-391), T.1552(28-869).
- 법승 지음, 승가제바·혜원 한역, 김재천 번역 (K.959, T.1550). 《아비담심론》. 한글대장경 검색시스템 - 전자불전연구소 / 동국역경원. K.959 (28-355), T.1550 (28-809).
- 법장 술, 노혜남 번역 (K.1513, T.1733). 《화엄경탐현기》. 한글대장경 검색시스템 - 전자불전연구소 / 동국역경원. K.1513(47-458), T.1733(35-107).
- 불타야사·축불념 한역, 번역자 미상 (K.647, T.1). 《장아함경》. 한글대장경 검색시스템 - 전자불전연구소 / 동국역경원. K.647(17-815), T.1(1-1).
- 사리자 설, 현장 한역, 송성수 번역 (K.946, T.1536). 《아비달마집이문족론》. 한글대장경 검색시스템 - 전자불전연구소 / 동국역경원. K.946(24-1183), T.1536(26-367).
- 서정형 (2004). 《나가르주나 『중론』(해제)》. 서울대학교 철학사상연구소 / 네이버 지식백과.
- 서정형 (2004b). 《『밀린다팡하』(해제)》. 서울대학교 철학사상연구소 / 네이버 지식백과.
- 세우 지음, 구나발타라·보리야사 한역, 송성수 번역 (K.950, T.1541). 《중사분아비담론》. 한글대장경 검색시스템 - 전자불전연구소 / 동국역경원. K.950(25-271), T.1541(26-627).
- 세우 지음, 현장 한역, 송성수 번역 (K.949, T.1542). 《아비달마품류족론》. 한글대장경 검색시스템 - 전자불전연구소 / 동국역경원. K.949(25-149), T.1542(26-692).
- 세친 지음, 현장 한역, 권오민 번역 (K.955, T.1558). 《아비달마구사론》. 한글대장경 검색시스템 - 전자불전연구소 / 동국역경원. K.955(27-453), T.1558(29-1).
- 세친 지음, 현장 한역, 김묘주 번역 (K.594, T.1597). 《섭대승론석》. 한글대장경 검색시스템 - 전자불전연구소 / 동국역경원. K.594(17-76), T.1597(31-321).
- 세친 지음, 현장 한역, 송성수 번역 (K.618, T.1612). 《대승오온론》. 한글대장경 검색시스템 - 전자불전연구소 / 동국역경원. K.618(17-637), T.1612(31-848).
- 세친 지음, 현장 한역, 송성수 번역 (K.644, T.1614). 《대승백법명문론》. 한글대장경 검색시스템 - 전자불전연구소 / 동국역경원. K.644(17-808), T.1614(31-855).
- 승가제바(僧伽提婆) 한역. 《중아함경》. 한글대장경 검색시스템 - 전자불전연구소 / 동국역경원.
- 안혜 지음, 지바하라 한역, 조환기 번역 (K.619, T.1613). 《대승광오온론》. 한글대장경 검색시스템 - 전자불전연구소 / 동국역경원. K.619(17-641), T.1613(31-850).
- 안혜 지음, 현장 한역, 이한정 번역 (K.576, T.1605). 《대승아비달마잡집론》. 한글대장경 검색시스템 - 전자불전연구소 / 동국역경원. K.576(16-228), T.1606(31-694).
- 오백 아라한 지음, 현장 한역, 송성수 번역 (K.952, T.1545). 《아비달마대비바사론》. 한글대장경 검색시스템 - 전자불전연구소 / 동국역경원. K.952(26-1,27-1), T.1545(27-1).
- 운월 (2005). 《근본불교의 수행체계에 대하여》. 한국선학회.
- 운허.  동국역경원 편집, 편집. 《불교 사전》.
- 용수 지음, 구마라습 한역, 김성구 번역 (K.549, T.1509). 《대지도론》. 한글대장경 검색시스템 - 전자불전연구소 / 동국역경원. K.549(14-493), T.1509(25-57).
- 용수 지음, 구마라습 한역, 박인성 번역 (K.577, T.1564). 《중론》. 한글대장경 검색시스템 - 전자불전연구소 / 동국역경원. K.577(16-350), T.1564(30-1).
- 제바설마 지음, 현장 한역, 송성수 번역 (K.947, T.1539). 《아비달마식신족론》. 한글대장경 검색시스템 - 전자불전연구소 / 동국역경원. K.947 (25-1), T.1539 (26-531).
- 중현 지음, 현장 한역, 권오민 번역 (K.956, T.1562). 《아비달마순정리론》. 한글대장경 검색시스템 - 전자불전연구소 / 동국역경원. K.956(27-680), T.1562(29-329).
- 중현 지음, 현장 한역, 권오민 번역 (K.957, T.1563). 《아비달마장현종론》. 한글대장경 검색시스템 - 전자불전연구소 / 동국역경원. K.957(28-1), T.1563(29-777).
- 축불념 한역, 노혜능 번역 (K.530, T.1485). 《보살영락본업경》. 한글대장경 검색시스템 - 전자불전연구소 / 동국역경원. K.530(14-374), T.1485(24-1010).
- 최봉수 (1999). 〈색온에서의 색의 의미 - 구사론과 청정도론의 색온론을 비교하여〉. 《불교학보》.
- 현장 한역, 김달진 번역 (K.154, T.676). 《해심밀경》. 한글대장경 검색시스템 - 전자불전연구소 / 동국역경원. K.154(10-709), T.676(16-688).
- 호법 등 지음, 현장 한역, 김묘주 번역 (K.614, T.1585). 《성유식론》. 한글대장경 검색시스템 - 전자불전연구소 / 동국역경원. K.614(17-510), T.1585(31-1).
- 황욱 (1999). 《무착[Asaṅga]의 유식학설 연구》. 동국대학원 불교학과 박사학위논문.
- (영어) Bodhi, Bhikkhu (trans.) (2000). 《The Connected Discourses of the Buddha: A Translation of the Samyutta Nikaya》. Boston: Wisdom Publications. ISBN 0-86171-331-1.
- (영어) Dawson, John (1888). 《A Classical Dictionary Of Hindu Mythology And Religion Geography History And Literature》. London: Trübner.
- (영어) DDB. 《Digital Dictionary of Buddhism (電子佛教辭典)》. Edited by A. Charles Muller.
- (영어) Macdonell, Arthur Anthony (1929). 《A practical Sanskrit dictionary with transliteration, accentuation, and etymological analysis throughout》. London: Oxford University Press.
- (영어) Gethin, R.M.L. (1992). 《The Buddhist Path to Awakening: A Study of the Bodhi-Pakkhiyā Dhammā》. Leiden: E.J. Brill. ISBN 90-04-09442-3.
- (영어) Rhys Davids, Caroline A.F. ([1900], 2003). 《Buddhist Manual of Psychological Ethics, of the Fourth Century B.C., Being a Translation, now made for the First Time, from the Original Pāli, of the First Book of the Abhidhamma-Piṭaka, entitled Dhamma-Saṅgaṇi (Compendium of States or Phenomena)》. Whitefish, MT: Kessinger Publishing. ISBN 0-7661-4702-9.
- (영어) Sanskrit and Tamil Dictionaries. 《Cologne Digital Sanskrit Dictionaries》. Institute of Indology and Tamil Studies, Cologne University (www.sanskrit-lexicon.uni-koeln.de).
- (영어) Rhys Davids, T.W. & William Stede (eds.) (1921-5). 《The Pali Text Society's Pali–English Dictionary》. Chipstead: Pali Text Society.
- (영어) Thanissaro Bhikkhu (1996, 1998). 《Wings to Awakening》. Retrieved 2008-07-07 from "Access to Insight" at http://www.accesstoinsight.org/lib/authors/thanissaro/wings/index.html.
- (중국어) 가다연니자 조, 현장 한역 (T.1544). 《아비달마발지론(阿毘達磨發智論)》. 대정신수대장경. T26, No. 1544, CBETA.
- (중국어) 가전연자 지음, 승가제바·축불념 한역 (T.1543). 《아비담팔건도론(阿毘曇八犍度論)》. 대정신수대장경. T26, No. 1543, CBETA.
- (중국어) 구나발타라(求那跋陀羅) 한역 (T.99). 《잡아함경(雜阿含經)》. 대정신수대장경. T2, No. 99, CBETA.
- (중국어) 구나발타라 한역 (T.353). 《승만경(勝鬘經)》. 대정신수대장경. T12, No. 353, CBETA.
- (중국어) 구마라습 한역 (T.614). 《좌선삼매경(坐禪三昧經)》. 대정신수대장경. T15, No. 614, CBETA. }
- (중국어) 규기 찬 (T.1830). 《성유식론술기(成唯識論述記)》. 대정신수대장경. T43, No. 1830, CBETA.
- (중국어) 규기 찬 (T.1861). 《대승법원의림장(大乘法苑義林章)》. 대정신수대장경. T45, No. 1861, CBETA.
- (중국어) 길장 찬 (T.1744). 《승만보굴(勝鬘寶窟)》. 대정신수대장경. T37, No. 1744, CBETA.
- (중국어) 담무참 한역 (T.374). 《대반열반경(大般涅槃經)》. 일명 《북본열반경》. 대정신수대장경. T12, No. 374, CBETA.
- (중국어) 목건련 조, 현장 한역 (T.1537). 《아비달마법온족론(阿毘達磨法蘊足論)》. 대정신수대장경. T26, No. 1537, CBETA.
- (중국어) 무착 조, 바라파밀다라 한역 (T.1604). 《대승장엄경론(大乘莊嚴經論)》. 대정신수대장경. T31, No. 1604, CBETA.
- (중국어) 무착 조, 현장 한역 (T.1602). 《현양성교론(顯揚聖教論)》. 대정신수대장경. T31, No. 1602, CBETA.
- (중국어) 무착 조, 현장 한역 (T.1605). 《대승아비달마집론(大乘阿毘達磨集論)》. 대정신수대장경. T31, No. 1605, CBETA.
- (중국어) 미륵 조, 현장 한역 (T.1579). 《유가사지론(瑜伽師地論)》. 대정신수대장경. T30, No. 1579. CBETA.
- (중국어) 법구 조, 승가발마 등 한역 (T.1552). 《잡아비담심론(雜阿毘曇心論)》. 대정신수대장경. T28, No. 1552, CBETA.
- (중국어) 법승 조, 승가제바·혜원 한역 (T.1550). 《아비담심론(阿毘曇心論)》. 대정신수대장경. T28, No. 1550, CBETA.
- (중국어) 법운 편찬 (T.2131). 《번역명의집(翻譯名義集)》. 대정신수대장경. T54, No. 2131, CBETA.
- (중국어) 법장 술 (T.1733). 《화엄경탐현기(華嚴經探玄記)》. 대정신수대장경. T35, No. 1733, CBETA.
- (중국어) 佛門網. 《佛學辭典(불학사전)》.
- (중국어) 불타야사·축불념 한역 (T.1). 《장아함경(長阿含經)》. 대정신수대장경. T1, No. 1, CBETA. }
- (중국어) 사리자 설, 현장 한역 (T.1536). 《아비달마집이문족론(阿毘達磨集異門足論)》. 대정신수대장경. T26, No. 1536, CBETA.
- (중국어) 색건타라 조, 현장 한역 (T.1554). 《입아비달마론(入阿毘達磨論)》. 대정신수대장경. T28, No. 1554, CBETA. }
- (중국어) 星雲. 《佛光大辭典(불광대사전)》 3판.
- (중국어) 세우 조, 구나발타라·보리야사 한역 (T.1541). 《중사분아비담론(眾事分阿毘曇論)》. 대정신수대장경. T26, No. 1541, CBETA.
- (중국어) 세우 조, 현장 한역 (T.1542). 《아비달마품류족론(阿毘達磨品類足論)》. 대정신수대장경. T26, No. 1542, CBETA.
- (중국어) 세친 조, 진제 한역 (T.1559). 《아비달마구사석론(阿毘達磨俱舍釋論)》. 대정신수대장경. T29, No. 1559, CBETA.
- (중국어) 세친 조, 현장 한역 (T.1558). 《아비달마구사론(阿毘達磨俱舍論)》. 대정신수대장경. T29, No. 1558, CBETA.
- (중국어) 세친 조, 현장 한역 (T.1597). 《섭대승론석(攝大乘論釋)》. 대정신수대장경. T31, No. 1597, CBETA.
- (중국어) 세친 조, 현장 한역 (T.1612). 《대승오온론(大乘五蘊論)》. 대정신수대장경. T31, No. 1612, CBETA.
- (중국어) 세친 조, 현장 한역 (T.1614). 《대승백법명문론(大乘百法明門論)》. 대정신수대장경. T31, No. 1614, CBETA.
- (중국어) 세친 조, 현장 한역, 규기 주해 (T.1836). 《대승백법명문론해(大乘百法明門論解)》. 대정신수대장경. T44, No. 1836_, CBETA.
- (중국어) 승가제바(僧伽提婆) 한역 (T.26). 《중아함경(中阿含經)》. 대정신수대장경. T1, No. 26, CBETA.
- (중국어) 阿含辭典. 《阿含辭典(아함사전)》.
- (중국어) 안혜 조, 지바하라 한역 (T.1613). 《대승광오온론(大乘廣五蘊論)》. 대정신수대장경. T31, No. 1613, CBETA.
- (중국어) 안혜 조, 현장 한역 (T.1606). 《대승아비달마잡집론(大乘阿毘達磨雜集論)》. 대정신수대장경. T31, No. 1606, CBETA.
- (중국어) 연수 편찬 (T.2016). 《종경록(宗鏡錄)》. 대정신수대장경. T48, No. 2016, CBETA.
- (중국어) 오백 아라한 조, 현장 한역 (T.1545). 《아비달마대비바사론(阿毘達磨大毘婆沙論)》. 대정신수대장경. T27, No. 1545, CBETA.
- (중국어) 용수 조, 구마라습 한역 (T.1509). 《대지도론(大智度論)》. 대정신수대장경. T25, No. 1509, CBETA. }
- (중국어) 용수 조, 구마라습 한역 (T.1564). 《중론(中論)》. 대정신수대장경. T30, No. 1564, CBETA.
- (중국어) 원측 찬 (X.369). 《해심밀경소(解深密經疏)》. 만신찬속장경. X21, No. 369, CBETA.
- (중국어) 원휘(圓暉) (T.1823). 《구사론송소론본(俱舍論頌疏論本)》. 대정신수대장경. T41, No. 1823, CBETA.
- (중국어) 丁福保. 《佛學大辭典(불학대사전)》. 一行佛學辭典搜尋.
- (중국어) 제관 록 (T.1931). 《천태사교의(天台四教儀)》. 대정신수대장경. T46, No. 1931, CBETA.
- (중국어) 제바설마 조, 현장 한역 (T.1539). 《아비달마식신족론(阿毘達磨識身足論)》. 대정신수대장경. T26, No. 1539, CBETA.
- (중국어) 중현 조, 현장 한역 (T.1562). 《아비달마순정리론(阿毘達磨順正理論)》. 대정신수대장경. T29, No. 1562, CBETA.
- (중국어) 중현 조, 현장 한역 (T.1563). 《아비달마장현종론(阿毘達磨藏顯宗論)》. 대정신수대장경. T29, No. 1563, CBETA.
- (중국어) 지의 설, 관정 록 (T.1783). 《금광명경현의(金光明經玄義)》. 대정신수대장경. T39, No. 1783, CBETA. }
- (중국어) 지의 설, 법신 기 (T.1916). 《석선바라밀차제법문(釋禪波羅蜜次第法門)》. 대정신수대장경. T46, No. 1916, CBETA.
- (중국어) 축불념 한역 (T.1485). 《보살영락본업경(菩薩瓔珞本業經)》. 대정신수대장경. T24, No. 1485, CBETA.
- (중국어) 현장 한역 (T.1563). 《해심밀경(解深蜜經)》. 대정신수대장경. T16, No. 676, CBETA.
- (중국어) 혜원 찬 (T.1851). 《대승의장(大乘義章)》. 대정신수대장경. T44, No. 1851, CBETA.
- (중국어) 호법 등 지음, 현장 한역 (T.1585). 《성유식론(成唯識論)》. 대정신수대장경. T31, No. 1585, CBETA.